# Old River Control Structure

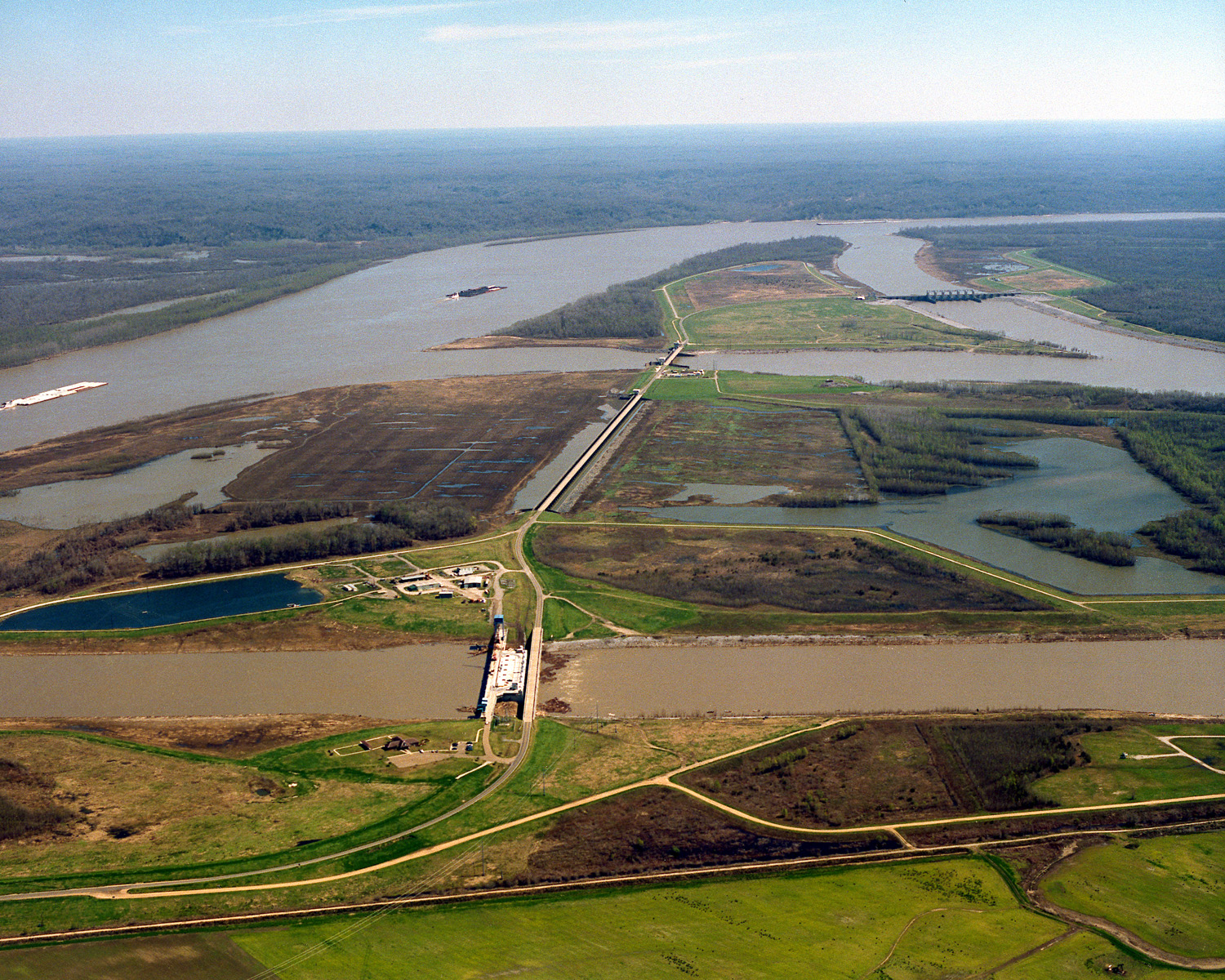
Old River Control Structure, Blick nach Ost-Südost, flussabwärts mit dem Mississippi River. Die drei Staudämme an den Armen des Atchafalaya River sind im Bild rechts. Concordia Parish, Louisiana liegt im Bildvordergrund auf der rechten Seite des Mississippi River, während Wilkinson County, Mississippi im Bildhintergrund auf dem linken Flussufer zu erkennen ist.

Old River Control Structure ist ein System von drei Wehren mit Hochwasserklappen am westlichen Ufer des Mississippi River im Norden von Louisiana bei River Mile 315, also 507 km oberhalb vom Head of Passes (dort teilt sich der Hauptarm des Stromes in drei Mündungsarme, die sich in den Golf von Mexiko entleeren). Der Bauwerkkomplex befindet sich an der Stelle, an der sich der Atchafalaya River, ein Mündungsarm des Mississippi River, vom Hauptarm trennt. Die im Jahr 1963 fertiggestellte Anlage wurde durch das U.S. Army Corps of Engineers erbaut, um die Wassermenge zu regulieren, die vom Mississippi River in den Atchafalaya River abfließen kann. Wären diese Bauwerke nicht vorhanden, flösse weitaus mehr Wasser in das System des Atchafalaya River ab, weil dieser Flusslauf zum Golf von Mexiko viel kürzer und damit steiler ist, als der Hauptarm des Mississippi River. Üblicherweise wird die Wasserverteilung so gehalten, dass 70 Prozent der Wassermenge im Hauptarm verbleiben und 30 Prozent in den Atchafalaya River abfließen können.

## Zweck
Die Old River Control Structure ist notwendig, um den Atchafalaya River daran zu hindern, das Wasser des Mississippi-River-Hauptarmes anzuzapfen, es also zu einer Flussverlagerung kommt. In einem solchen Fall würde der größte Teil des Wassers des Flusses durch das Atchafalaya Basin und den Atchafalaya River strömen und der derzeitige Hauptarm durch Baton Rouge und New Orleans weitaus weniger Wasser erhalten. Einige Wissenschaftler sind der Auffassung, dass natürliche Prozesse die Wahrscheinlichkeit eines solchen Ereignisses von Jahr zu Jahr erhöhen, trotz der Baumaßnahmen zum Hochwasserschutz. Zu den Gründen gehört die Länge des Fließweges, der über Baton Rouge und New Orleans bis zum Head of Passes 507 km lang ist, über den Atchafalaya River jedoch nur 228 km, also ein viel stärkeres Gefälle vorhanden ist.

## Folgen eines Kollapses
Wenn entweder die Old River Control Structure oder die Bauwerke am Morganza Spillway versagen würden, wären die Folgen für den Bundesstaat Louisiana, die Region und das gesamte Land und auch für den internationalen Handel immens. Der Hauptkanal des Flusses würde sich wahrscheinlich verlagern in den Old River, Atchafalaya River und Atchafalaya Basin, an Baton Rouge und New Orleans vorbei. Die bestehenden Seehäfen müssten verlegt, Morgan City und viele andere kleinere Siedlungen umgesiedelt werden. Auch der Verkehr auf der Straße, der Eisenbahn und durch die Binnenschifffahrt wäre betroffen. Die sich verändernden Muster von Sedimentation und Erosion würden zur Entstehung neuer Flussbette führen und auch die Überschwemmungsgebiete würden sich verschieben. Veränderungen des Salzgehaltes der Küstengewässer nahe dem bisherigen und neuen Mündungsdelta hätten Auswirkungen auf Fauna und Flora in dem Gebiet, die Fischerei, Strände, Marschland, Küstenverlauf und Infrastruktur.

## Flutkatastrophen 1973 und 2011
Bei der Flutkatastrophe 1973 wurde der Bauwerkkomplex beschädigt. Während der Mississippiflut 2011 öffnete das US Army Corps of Engineers den in der Nähe befindlichen Morganza Spillway, um einen Teil des Wasserdrucks auf verschiedene Deiche und andere Bauwerke des Hochwasserschutzes zu reduzieren, zu denen auch die Old River Control Structure gehört.